# Ossendrecht
Ossendrecht is een plaats in de gemeente Woensdrecht, in de Nederlandse provincie Noord-Brabant. Het dorp telde op 1 januari 2023 5.400 inwoners. Het ligt tussen Hoogerheide en Putte. Dichtbijzijnde grote steden zijn Bergen op Zoom en Antwerpen.
Tot 1997 was Ossendrecht een zelfstandige gemeente. Aanvankelijk omvatte deze gemeente ook het dorp Hoogerheide. Reeds in 1817 ging dit dorp over naar de toenmalige gemeente Woensdrecht. In het kader van grootscheepse herindelingen werd de gemeente Ossendrecht eind 1996 opgeheven.

## Etymologie van de naam Ossendrecht
Ossendrecht is een verbastering van Ussedrecht. Met Usse worden de duinen langs de Schelde bedoeld. Een drecht is een doorwaadbare plaats.

## Geschiedenis
Ossendrecht wordt voor het eerst vermeld in 1187. In 1213 schonk de hertog van Brabant het gebied aan de heer van Breda. Deze leende het gebied later weer uit, waardoor het uiteindelijk gesplitst werd. In 1503 kocht de heer van Bergen op Zoom één deel van het gebied. Het duurde tot 1761 tot beide gebieden weer onder één heer werden gesteld. Toen kon het tweede deel door de markies van Bergen op Zoom worden gekocht.
Het gebied Calfven vormde een aparte heerlijkheid (eerste vermelding in de 14e eeuw). Ook dit gebied werd in 1761 gekocht door de markies van Bergen op Zoom.
Tot halverwege de 20e eeuw bleef Ossendrecht een overwegend agrarisch dorp, hoewel er vanaf 1830 een cichoreifabriek stond, waar surrogaatkoffie werd gemaakt. Van 1961-1984 stond aan de Molendreef de koekjesfabriek Milanc. Eind jaren 70 van de 20e eeuw werkten er 200 mensen. Onder meer de Prince Fourré-koekjes werden er gemaakt. Begin jaren 80 werd het bedrijf overgenomen door United Biscuits en al spoedig gingen geruchten rond over sluiting, wat ook daadwerkelijk gebeurde. Voorts bestond er de kalkzandsteenfabriek Boudewijn, die tot 2004 in productie was en die een zandgroeve exploiteerde.
Ook was er een herstellingsoord voor tuberculosepatiënten, Dennenheuvel geheten. Dit werd in 1920 gesticht door de in 1905 opgerichte Nederlandsche Vereeniging tot het Oprichten en in stand houden van Herstellingsoorden voor Handels- en kantoorbedienden en Handelsreizigers. In 1995 werd Dennenheuvel gesloten, waarna het terrein werd voor krakers en illegale housefeesten. Uiteindelijk werden de gebouwen gesloopt.
Na de watersnood van 1953 ging de bevolking versneld werken in andere sectoren (voornamelijk industrie en dienstverlening) dankzij de vestiging van vele grote bedrijven in het Antwerpse havengebied. Ook bood de in 1952 gebouwde Koningin Wilhelminakazerne aan de Putseweg werkgelegenheid, evenals de uitbreiding van activiteiten op de nabijgelegen vliegbasis Woensdrecht. De Koningin Wilhelminakazerne werd echter omstreeks 1995 als zodanig gesloten.

## Dorpen en gehuchten
In de voormalige gemeente Ossendrecht lagen de volgende dorpen en gehuchten:
- Ossendrecht
- Calfven
- Aanwas (gehucht)
- Hondseind en Hageland (gehucht)
- Molenakkers (gehucht)
- De Heide (gehucht)

Verder was er nog de grensovergang Kabeljauw, waar naast een douanepost een rangeerterrein van de tramlijn Antwerpen - Tholen met overgang van Noord-Brabants kaapspoor naar Belgisch meterspoor lag.

## Bezienswaardigheden
- De voormalige Hervormde kerk, tegenwoordig Protestantse kerk, aan Dorpsstraat 10, is een neoclassicistisch zaalkerkje uit omstreeks 1810, met aansluitend een pastorie. Het orgel werd in 1973 vervaardigd door de Utrechtse firma Fama & Raadgever. Tegen de zijgevel van het kerkje bevindt zich het Oorlogsmonument, een natuurstenen beeldengroep. Naast de kerk staat een klokkenstoel.[3]
- Voormalig Raadhuis, aan Dorpsstraat 16, uit 1936.
- Koningin Wilhelminakazerne aan de Putseweg 80, die in sterk vervallen staat verkeert
- De Sint-Gertrudiskerk, aan Dorpsstraat 1. Een neogotische kerk uit 1897, ontworpen door Piet van Genk.
- Voormalige kapel ter nagedachtenis aan Kaatje Dierkx (Marie Adolphine), aan Adolphineplein 2, uit 1954. Tegenwoordig is deze in gebruik als woning, maar de oorspronkelijke functie is nog zichtbaar.
- De Volksabdij Onze-Lieve-Vrouw ter Duinen, aan de Onze-Lieve-Vrouw ter Duinenlaan 199, uit 1941.

## Musea
- Oorlogsmuseum Ossendrecht, een particulier museum over de Tweede Wereldoorlog, aan Putseweg 60.
- Museum den Aanwas, een heemkundemuseum, aan Aanwas 29.

## Natuur en landschap
Ossendrecht ligt op de steilrand van de Brabantse Wal. Dit houdt in dat zich in het dorp hoogteverschillen tot 10 meter voordoen en dat onmiddellijk ten oosten van het dorp de hoogte nog toeneemt tot 22 meter boven NAP. De zandgroeve van de voormalige kalkzandsteenfabriek "Boudewijn" wordt ingericht als een aardkundig monument. Door het blootgelegde profiel kan men inzicht verkrijgen in de geschiedenis van de Brabantse Wal over een periode van ongeveer een miljoen jaar.
In het polderland, dat zich ten westen van Ossendrecht uitstrekt, ligt het natuurgebied Noordpolder van Ossendrecht. Op het voormalig stuifzandgebied ten oosten van Ossendrecht ligt het natuurgebied Groote Meer, met bossen, heidevelden en vennen. Dit maakt onderdeel uit van het Belgisch-Nederlandse Grenspark Kalmthoutse Heide. Ten zuidwesten van Ossendrecht ligt het 56 ha voormalige schorrengebied de Schor bij Ossendrecht.

## Evenementen
- Met carnaval heet Ossendrecht Ostrecht
- Tijdens de jaarlijkse Roparun is Ossendrecht een van de doortochtplaatsen en is het dorp in een wisselend thema aangekleed om de deelnemers aan de Roparun aan te moedigen. Vaak is er dan ook een feest in Ossendrecht. Ossendrecht is een aantal keren ook Roparunnerstad van het Jaar geweest.
- Kermis in het derde weekend van juni
- TrekkerTrek georganiseerd door KPJ, laatste zondag in augustus
- Kerstmarkt, medio december

## Verenigingen
- Voetbalvereniging, ODIO
- Tennisvereniging, T.V. De Meet
- Show- en Twirlvereniging, Re-Creation
- Tafeltennis Club Ossendrecht, TCO'78
- Naturistenvereniging Athena Ossendrecht, Athena naturisme
- Ponyclub en rijvereniging, De Duinruiters
- Badmintonclub, De Drieschaar
- Katholieke Plattelands Jongeren (KPJ) Ossendrecht
- Harmonie, De Hoop Ossendrecht
- Tourclub, De Grensrijders

## Voorzieningen
- Bibliotheek
- Basisschool 't Paviljoen
- ZuidWestHoek College

## Verkeer en vervoer
Ossendrecht is bereikbaar via de A4/A58 en de N289, of via Belgisch grondgebied rechtstreeks vanaf de A4 (NL)/A12 (B).
Het openbaar vervoer in Ossendrecht wordt verzorgd door Arriva.
- Streekbus 164 van Roosendaal naar Ossendrecht via Wouwse Plantage en Huijbergen
- Bravodirect 360 van Rotterdam naar Putte via Dinteloord, Steenbergen en Bergen op Zoom
- Bravodirect 361 van Oud Gastel naar Ossendrecht via Dinteloord, Steenbergen en Bergen op Zoom

## Geboren in Ossendrecht
- Marie Adolphine (3 maart 1866), rooms-katholieke zuster, heilig verklaard
- Pauline Musters (26 februari 1878), de kleinste volwassen vrouw ooit volgens het Guinness Book of Records
- Bjorn Blommerde (6 juli 1987), atleet en speerwerper
- Demi de Jong (11 februari 1995), wielrenster

## Bekende inwoners
- Pauline Musters (1878-1895), acrobate en danseres, erkend als kleinste volwassen vrouw ter wereld
- Thalita de Jong (Bergen op Zoom, 1993), wielrenster en veldrijdster
- Anselmus Musters (Haltern, Duitsland (10 december 1914) priester en oorlogsverzetstrijder
- Jan Janssen wereldkampioen wielrennen. Voormalig inwoner, woont thans net over de grens.

## Nabijgelegen kernen
Putte, Zandvliet, Bath, Hoogerheide, Huijbergen